# Sol över Klara
Sol över Klara är en svensk dramafilm från 1942 i regi av Emil A. Lingheim. I rollerna ses bland andra Edvard Persson, Barbro Flodquist och Stina Ståhle.
Filmens förlagor var romanerna Ararat & Co och Någonstans i Sverige av Erik Lundegård, vilken även skrev filmens manus. Fotograf var Harald Berglund, kompositör Alvar Kraft och klippare Wic' Kjellin. Inspelningen ägde rum mellan den 7 april och 8 juni 1942 i Europafilms studio i Sundbybergs stad samt i Klarakvarteren i Stockholm. Den premiärvisades den 3 augusti samma år på biograf Saga i Stockholm. Den var 103 minuter lång och barntillåten.

## Handling
Filmen handlar om en grupp konstnärer i Klarakvarteren.

## Rollista
- Edvard Persson – Karl-Gustav, även kallad "Ararat", målare
- Barbro Flodquist – Sylvia Nilsson, modell
- Stina Ståhle – Elisabeth Söderheim
- Björn Berglund – Axel, målare
- Bror Bügler – Reuben, målare
- Frithiof Hedvall – Tirolius, korrekturläsare
- Nils Ekstam – levnadskonstnären
- Martin Sterner – silverhårig man
- Tord Bernheim – Manné
- Arne Lindblad – trollkonstnären
- Anders Julius – Anders Julius
- Karl "Lax-Kalle" Andersson – Lax-Kalle, fiskhandlare i Klara
- Gerd Mårtensson – Sonja, modell
- Viveka Linder – Britta, modell
- Åke Claesson – Carl Michael Bellman i Ararats dröm
- Bullan Weijden – Hulda, portvaktsfru
- Arthur Fischer – Sigge, portvakt
- Harald Svensson – "överste" Karlsson
- Hartwig Fock – skattmasen
- Artur Cederborgh – sergeanten
- Carl Deurell – prästen

Ej krediterade
- Georg Fernquist – komminister
- Gösta Grip – värnpliktig
- Gösta Lycke – fru Söderheim
- Elvin Ottoson – kommunalordförande
- Vilhelm Julinder – Ville, sångare
- Knut Frankman – dräng
- Astrid Lindgren – piga
- Anna-Lisa Westergård – bröllopsgäst
- Ann-Margret Bergendahl – servitris
- Egil Holmsen – bråkstake
- Nils Hallberg – bråkstake
- Artur Rolén – bråkstake
- Eric von Gegerfelt – tjänsteman
- Lisskulla Jobs – åskådare till slagsmålet

## DVD
Filmen gavs ut på DVD 2014.

### Fotnoter
1. 1 2 3  ”'Sol över Klara”. Svensk Filmdatabas. http://sfi.se/sv/svensk-filmdatabas/Item/?itemid=3985&type=MOVIE&iv=Basic&ref=/templates/SwedishFilmSearchResult.aspx?id%3d1225%26epslanguage%3dsv%26searchword%3dsol+%C3%B6ver+klara%26type%3dMovieTitle%26match%3dBegin%26page%3d1%26prom%3dFalse. Läst 19 mars 2013.